# Kai Horwitz
Kai Horwitz (ur. 9 kwietnia 1998) – chilijski narciarz alpejski, uczestnik Zimowych Igrzysk Olimpijskich 2018 w Pjongczangu.

## Kariera
Po raz pierwszy na arenie międzynarodowej pojawił się 8 sierpnia 2014 roku podczas zawodów FIS Race w chilijskim El Colorado. Zajął wtedy w gigancie 7. miejsce na 26 sklasyfikowanych zawodników. Dwukrotnie w swojej dotychczasowej karierze startował na mistrzostwach świata juniorów: w 2017 roku w szwedzkim Åre oraz rok później w szwajcarskim Davos. Na 9 poszczególnych startów na tych mistrzostwach ukończył tylko dwa, supergigant i zjazd w Åre, nie notując jednak znaczących rezultatów. W 2017 roku wziął także udział na mistrzostwach świata w Sankt Moritz. Najwyżej uplasował się w supergigancie zajmując 43. miejsce.
Znalazł się w kadrze Chile na Zimowe Igrzyska Olimpijskie 2018 w Pjongczangu. Wystartował tam w gigancie i slalomie, jednak nie ukończył żadnych z tych zawodów.

## Życie prywatne
Kai jest bratem żeglarki Nadji Horwitz oraz kuzynem narciarza alpejskiego Henrika von Appena. Obaj reprezentowali Chile na igrzyskach olimpijskich.

## Osiągnięcia

### Igrzyska olimpijskie
| Miejsce | Dzień     | Rok  | Miejscowość | Konkurencja | Czas biegu | Strata | Zwycięzca       |
| ------- | --------- | ---- | ----------- | ----------- | ---------- | ------ | --------------- |
| DNF2    | 18 lutego | 2018 | Pjongczang  | Gigant      | -          | -      | Marcel Hirscher |
| DNF1    | 22 lutego | 2018 | Pjongczang  | Slalom      | -          | -      | André Myhrer    |

### Mistrzostwa świata
| Miejsce | Dzień     | Rok  | Miejscowość  | Konkurencja     | Czas biegu  | Strata  | Zwycięzca       |
| ------- | --------- | ---- | ------------ | --------------- | ----------- | ------- | --------------- |
| 43.     | 8 lutego  | 2017 | Sankt Moritz | Supergigant     | 1:32,11 min | +6,73 s | Erik Guay       |
| 53.     | 12 lutego | 2017 | Sankt Moritz | Zjazd           | 1:48,29 min | +9,38 s | Beat Feuz       |
| DNF2    | 13 lutego | 2017 | Sankt Moritz | Superkombinacja | -           | -       | Luca Aerni      |
| DNF1    | 17 lutego | 2017 | Sankt Moritz | Gigant          | -           | -       | Marcel Hirscher |
| BDNF2   | 19 lutego | 2017 | Sankt Moritz | Slalom          | -           | -       | Marcel Hirscher |

### Mistrzostwa świata juniorów
| Miejsce | Dzień    | Rok  | Miejscowość | Konkurencja     | Czas biegu  | Strata  | Zwycięzca      |
| ------- | -------- | ---- | ----------- | --------------- | ----------- | ------- | -------------- |
| 51.     | 8 marca  | 2017 | Åre         | Zjazd           | 1:27,00 min | +3,66 s | Sam Morse      |
| 45.     | 9 marca  | 2017 | Åre         | Supergigant     | 1:20,38 min | +2,47 s | Nils Alphand   |
| DNF2    | 11 marca | 2017 | Åre         | Superkombinacja | -           | -       | Loïc Meillard  |
| DNF2    | 13 marca | 2017 | Åre         | Gigant          | -           | -       | Loïc Meillard  |
| DNF1    | 14 marca | 2017 | Åre         | Slalom          | -           | -       | Adrian Pertl   |
| DNF1    | 2 lutego | 2018 | Davos       | Supergigant     | -           | -       | Marco Odermatt |
| DNF1    | 4 lutego | 2018 | Davos       | Superkombinacja | -           | -       | Marco Odermatt |
| DNF2    | 6 lutego | 2018 | Davos       | Gigant          | -           | -       | Marco Odermatt |
| DNF1    | 7 lutego | 2018 | Davos       | Slalom          | -           | -       | Clément Noël   |